# Электрический обогреватель
Электрический обогреватель — устройство, предназначенное для отопления помещений с использованием электроэнергии в качестве источника нагрева.

## Разновидности

### Тепловентилятор
Тепловентилятор — Отопительный прибор, нагревающий поток воздуха, продуваемого через нагревательный элемент, при помощи встроенного вентилятора. При включении устройства — нагревательный элемент нагревается до очень высокой температуры, а вентилятор обдувает её для отдачи тепла воздуху помещения. По типу нагревательного элемента делятся на спиральные (нагревательный элемент — нихромовая спираль), ТЭНовые (нагревательный элемент — ТЭН (трубчатый электрический нагреватель). Некоторые модели имеют режим «летнего» вентилятора. Бывают обычные и настенные стационарные варианты.

### Масляный радиатор
Представляет собой аналог традиционной батареи отопления — ёмкость, заполненная маслом, с находящимися в ней нагревательными элементами. Обеспечивает плавный, но эффективный нагрев воздуха. Маслонаполненные радиаторы могут иметь разную мощность, конструкцию, размеры, дополнительные устройства и приспособления. Время нагрева составляет примерно 25-35 мин. после включения. Средняя температура внешней поверхности обычно 60 °C.

### Конвектор
Конвектор — как и тепловентилятор использует обдув нагревательного элемента воздухом, но за счет естественной конвекции в специальной конвекционной камере.

### Инфракрасный обогреватель
Осуществляет обогрев посредством ИК-излучения. Различают «светлые» и «тёмные» нагреватели.

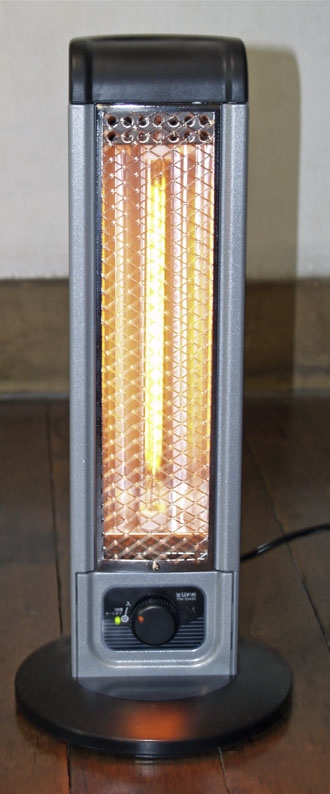
«Светлый» инфракрасный обогреватель портативного исполнения

«Светлые» (коротковолновые) нагреватели используют нагретую до температуры видимого свечения нихромовую спираль, которая может быть как открытой, так и размещенной в кварцевых трубках. Открытая спираль обычно имеет температуру красного каления (около 800°С), спираль в негерметичной кварцевой трубке — температуру оранжевого каления (около 1200°С). Нагревательные элементы в герметичной вакууммированной трубке представляют собой низкотемпературную лампу накаливая с температурой нити около 1800°С, дающую яркий желто-оранжевый свет. Часто «светлые» инфракрасные нагреватели имеют светофильтры, пропускающие инфракрасное излучение, но сильно задерживающие видимое. Достоинства «светлых» нагревателей — компактность за счет высокой удельной мощности излучения, которая пропорциональна четвертой степени температуры и возможность визуального контроля его работы. Недостатками могут являться высокая концентрация теплового потока, которая не всегда допустима и неприятные запахи от сгорающей на нагревательных элементах пыли. По этой причине светлые нагреватели обычно применяются в качестве временных портативных.
«Темные» нагреватели имеют черненную излучающую поверхность, нагреваемую до температуры 250—400°С и не испускающую видимого света. «Темные» нагреватели должны иметь большую площадь излучающей поверхность (примерно 0,3 м²/кВт), поэтому они обычно имеют стационарное исполнение.